# 金鹰之星
金鹰之星是湖南卫视携第四届中国金鹰电视艺术节举办的大型影视偶像选拔真人秀大赛，2002年3月开始举办一系列新秀选拔活动，依托金鹰这一深具全国影响的强势品牌，在湖南卫视人气主流媒体推动下，成为中国影视界第一造星工场，该选秀比赛为当年轰动几年，选出来的新秀当年迅速走红全中国。金鹰之星也成为中国第一档全明星真人选秀，第一档草根偶像选拔节目，第一档中国影视造星工厂。

## 节目简介
金鹰之星将联络中国一流的导演和剧组，并和他们建立良性的互动，使之成为导演选秀的首选，新人辈出的舞台。
金鹰之星“电视新秀大赛”是全国大型影视偶像选拔真人秀活动，只举办3届，这3届的新秀在当年中国演艺圈走红程度逼近一线演员行列，有些新秀如李晟、李小萌、舒畅、王若麟、周一围、张丹峰、宗峰岩、孙坚等一直红到现在，成为中国当红影视明星偶像。
金鹰之星其他系列活动选拔出道的新人在当今中国演艺圈发展也是顺风顺水如：乔任梁、王婧、尼格买提、郭晓敏、曹译文等。

## 选拔程序
海选(初选)：在全国六大城市开设赛区，每个赛区选拔6人进军长沙培训；
初赛(周赛)：每月以4期电视节目播出，每期10位选手(男女选手各5人)，每期节目选出2名优胜者(男女各1名)、淘汰2位、待定6位；
复赛(月赛)：每月4期选手共待定24名选手中网络人气最高的2人获得进入复赛资格，与周赛获胜的8名优秀者共同角逐2位男女新秀成为本月的“演艺圈生存者”；
决赛(年赛)：6个月的初赛和复赛，共选出12名“演艺圈生存者”，并复活8位已淘汰的“人气选手”组成全国年度20强进行全国决赛、总决赛的角逐。全国决赛分为男子组半决赛、女子组半决赛，混合10进6，总决赛为一场6进3。

## 金鹰新秀
金鹰之星“电视新秀大赛”是全国大型影视偶像选拔真人秀活动，只举办3届，这3届的新秀在当年中国演艺圈走红程度逼近一线演员行列，有些新秀如李晟、李小萌、舒畅、王若麟、周一围、张丹峰、宗峰岩、孙坚等一直红到现在，成为中国当红影视明星偶像。

### 第一届
- 赛区设置：北京赛区、上海赛区、长沙赛区、西安赛区、沈阳赛区、武汉赛区
- 全国20强：

| 性别       | 选手名单（粗体为全国10强选手）                                            |
| ---------- | ------------------------------------------------------------------------- |
| 10强女选手 | 李晟、 李可可、刘凡菲、卫莱、李姝静、王子瑜、白丽丽、解昕怡、侯珏、舒畅   |
| 10强男选手 | 曾彬峰、刘科、董学峰、张赋伟、白志贤、马宁、张丹峰、李博、毕赫楠、 宗峰岩 |

- 终极决赛时间：2002年12月21日，最终舒畅夺冠[1][2]
- 主持人：李湘、何炅、李维嘉
- 冠军：舒畅
- 亚军：李博
- 季军：宗峰岩
- 最佳电视新秀奖：舒畅、李博
- 最受媒体关注奖：舒畅、宗峰岩
- 最受观众欢迎奖：舒畅、张丹峰
- 金鹰优秀奖：李晟、卫莱、解昕怡、白志贤、刘科

### 第二届
- 赛区设置：北京赛区、上海赛区、长沙赛区、西安赛区、沈阳赛区、杭州赛区
- 全国20强：

| 性别       | 选手名单（粗体为全国10强选手）                                       |
| ---------- | -------------------------------------------------------------------- |
| 10强女选手 | 李小萌、王璇、刘莹、马茜、李诚洁、彭蔚琼、雷珺、李奕娴、吴玲、翟煦飞 |
| 10强男选手 | 彭波、孙坚、孙强、司源、万思维、 艾强、周一围、李立、高昊、王若麟    |

- 终极决赛时间：2003年9月27日[3]
- 主持人：李维嘉、何炅、李湘
- 冠军：李小萌
- 亚军：李立
- 季军：王若麟
- 最佳电视新秀奖：李小萌、李立
- 最受媒体关注奖：李小萌、高昊
- 最受观众欢迎奖：李奕娴、王若麟
- 金鹰优秀奖：吴玲、彭蔚琼、周一围、万思维、艾强、马茜

### 第三届
- 赛区设置：北京赛区、上海赛区、长沙赛区、西安赛区、沈阳赛区、杭州赛区
- 全国20强：

| 性别       | 选手名单（粗体为全国10强选手）                                         |
| ---------- | ---------------------------------------------------------------------- |
| 10强女选手 | 杨雨婷、毛妮、刘薇、徐晶晶、顾雯婧、谭薇、张涵、舒晓莉、陈页址、郑婧妍 |
| 10强男选手 | 杨靖哲、吴迪、陈志勇、张斌、王今心、陈轶、孔大为、刘涛、陈超、 胡锰    |

- 终极决赛时间：2004年9月25日[4]
- 主持人：曹颖、何炅
- 冠军：王今心
- 亚军：谭薇
- 季军：杨雨婷
- 最佳电视新秀奖：胡锰
- 最受媒体关注奖：刘涛
- 最具团队精神奖：陈超
- 最佳表演新秀奖：陈超、郑婧妍
- 金鹰优秀奖：张涵、吴迪、刘薇、谭薇

## 金鹰系列
举办金鹰之星“电视新秀大赛”期间，“金鹰之星”还举办了其他以下系列的选秀活动。

### 七仙女选拔赛
金鹰之星七仙女歌唱组合选拔活动获胜的“七仙女”选手：王晓娜、郭佳妮、赵婷、彭兰媚、李晓霞、李蓓、魏佳庆、李皆乐
- “七仙女”组合当时在湖南乃至中国演艺圈的知名度较高，主要参与一些晚会和主持的工作。
- 该比赛出道选手现今在中国演艺圈混的较好的为：魏佳庆(沉默一段时间后参加2006超级女声被大众认出从而累积人气才再次走红，后签约索尼唱片发行专辑)。

### 娱乐掌门人
金鹰之星娱乐新掌门新生主播大赛全国10强选手（按照名次排序）：郭晓敏、尼格买提、杨芳、张洋子、刘梦遥、孔令洁、周东炜、董华楠、宋渊、刘砚
- 该比赛出道选手现今在中国演艺圈混的较好的为：郭晓敏(现为江苏卫视当家花旦)、尼格买提(沉默一段时间后再参加央视挑战主持人一战而红现才成为央视主持人。)

### 华人巨星打造计划
- 金鹰之星华人巨星打造计划[7]娱乐新人选拔赛全国10强选手（按照名次排序）：凌锎、曹议文、吴乐冶、狄朱玺文、吕晓菱、刘翕、唐赟旻、陈瑾、蔡娇娇、王哲。
- 该比赛出道选手现今在中国演艺圈混的较好的为：曹议文、吴乐冶、狄朱玺文。

### 最佳男主角
- 金鹰之星最佳男主角偶像剧男主角[8][9]选拔活动全国10强选手（按照名次排序）：李岩、丁浩、李学庆、江洋、戴北、郑雨、王嘉迪、郑玮、肖飞、蔚航。
- 该比赛出道选手现今在中国演艺圈混的较好的为：丁浩、李学庆、李岩、江洋(沉默一段时间后参加2007加油好男儿比赛获得武汉5强才再次走红)。

### 艺星制造

#### 艺星制造1
- 金鹰之星艺星制造1-超级偶像华纳唱片美眉组合选拔活动全国10强选手（按照名次排序）：宛美嘉、康晓熙、宁静、张洁、戴梦瑶、尹林光子、刘冬、陈曦、颜婷、张文菊。
- 最后康晓熙、戴梦瑶、宁静、张洁入选并签约当年华纳唱片打造的内地偶像女子团体组合“美眉组合”，2004年该组合发行专辑怕什么，并出演偶像剧色拉生活。
- 冠军宛美嘉由于学业问题拒绝签约华纳唱片。
- 该比赛出道选手现今在中国演艺圈混的较好的为：刘冬、美眉组合解散后只有康晓熙还在演艺圈。

#### 艺星制造2
- 金鹰之星艺星制造2-超级偶像华纳唱片新人歌手全国10强选手（按照名次排序）：王婧、李薇薇、尹林光子、刘海龙、信祺宝、曾俊雄、邢璟平、李佳桐、刘海翔、陈超。
- 华纳唱片当年签约冠军王婧、亚军方子颖、季军尹林光子(该比赛第一届10强本届再次参赛)三人，但最后出唱片的只有王婧一个人，方子颖出单曲，尹林光子无作品。
- 现在当红的歌手如周笔畅、张杰、郁可唯等都曾经参加过这一届的选拔赛只进入全国20强止步全国10强。

### 华谊星势力
- 金鹰之星华谊星势力华谊兄弟偶像新秀选拔活动全国10强选手（按照名次排序）：王建福、赵希鑫、梁大维、孙智勇、王岩、蔚航、黄凰、顾雯婧、杨靖哲、陈页址。
- 华谊兄弟当年签约冠军王建福、季军梁大维两人，两人主要以影视剧为发展方向。
- 该比赛出道选手现今在中国演艺圈混的较好的为：孙智勇、梁大维、王建福。

### 美丽中学生
- 金鹰之星美丽中学生中学生选拔活动面向全国的初中生、高中生选拔，最后获得全国10强的选手（按照名次排序）：冯雨珺、潘婷、晏维、柯子婧、吴婧靓、张娜、沈余梦倩、洪晶晶、周丹丹、阳巧玥。
- 该比赛出道选手当年为中学生，现今在中国演艺圈混的较好的为：柯子婧、吴婧靓(2010年获得凤凰卫视“中华小姐环球大赛”全球18强佳丽并获“美国内华达州旅游形象大使。）

### 自有我新声
- 金鹰之星自有我新声全国乐队选拔活动最后获胜的4个乐队为（按照名次排序）：乔任梁乐队、卿婧乐队、吴鸿翔乐队、许涛乐队。
- 该比赛出道选手现今在中国演艺圈混的较好的为：乔任梁(由于乔任梁为乐队主唱有一定的知名度和人气，从乐队单飞后参加2007加油好男儿比赛获得全国总亚军)

### 超级buyer
- 金鹰之星超级buyer全国淘宝百万年薪代言人，经过两个月网络海选，一个月电视总决选，淘宝网超级buyer5进1冠军赛，终于在平安夜落下帏幕。来自上海的有着“广告王子”之称的em-inem_gc（龚超）成功当选淘宝网百万年薪代言人。活动主策划方淘宝网则透露，希望他的推出，能够带领更多的人进入淘宝这个缤纷多彩的世界，并喜欢上网购这种新的消费方式。

## 停办原因
金鹰之星是中国最早诞生的一个选秀类节目，举办过金鹰新秀、最佳男主角、美丽中学生等系列比赛活动巨大成功，促使了歌唱选秀“2004年超级女声”的诞生。而“2005年超级女声”的超强成功，令选秀节目在中国达到顶峰时期，却也引发了多个同类选秀节目一哄而上。以湖南卫视为例，在“超级女声”之后，每个周六晚上，“闪亮新主播”与“超级买家秀”两档真人秀节目先后播出，再加上其他卫视台的同类节目，令选秀节目进入了一个群雄逐鹿的境地。 金鹰之星超级buyer作为金鹰之星告别荧屏前的最后一个主题节目，也创造了中国第一档网络与电视互动的真人秀。这最后一次告别演出，同样大放光彩，总决赛两小时内的短信投票数超过一百万条。但由于湖南卫视已决定关闭金鹰之星栏目（2005年9月关闭），因为难以突破‘2005年超级女声’的辉煌成绩……”。